# Den välsignade jungfru Marias insomnandes ortodoxa kyrka, Bielsk Podlaski
Den välsignade jungfru Marias insomnandes ortodoxa kyrka (polska: Cerkiew Zaśnięcia Najświętszej Maryi Panny) är en polsk-ortodox församlingskyrkobyggnad belägen vid Adama Mickiewicza-gatan 179 i staden Bielsk Podlaski, i Podlasiens vojvodskap i östra Polen.
Kyrkan är helgad åt Guds moders avsomnande och tillhör Warszawas och Bielsks stift.
Den är även en av de största östortodoxa kyrkorna i Polen.

## Historik
Den välsignade jungfru Marias insomnandes ortodoxa kyrka i Bielsk Podlaski byggdes år 1990 enligt ritningar av Michał Bałasz.

## Kyrkan
Kyrkan är byggd i rysk-bysantinsk stil.

## Bilder

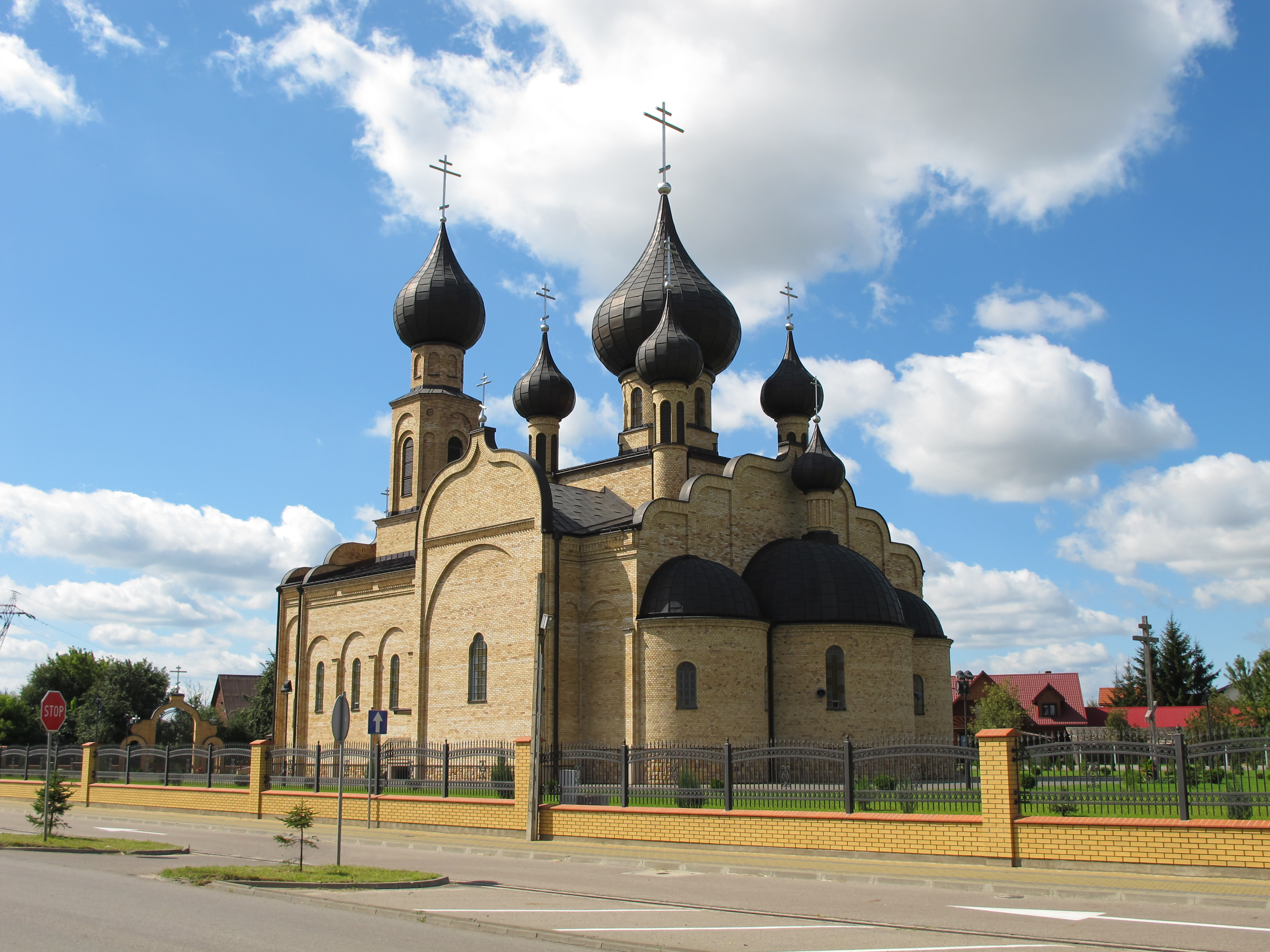
Absiden.
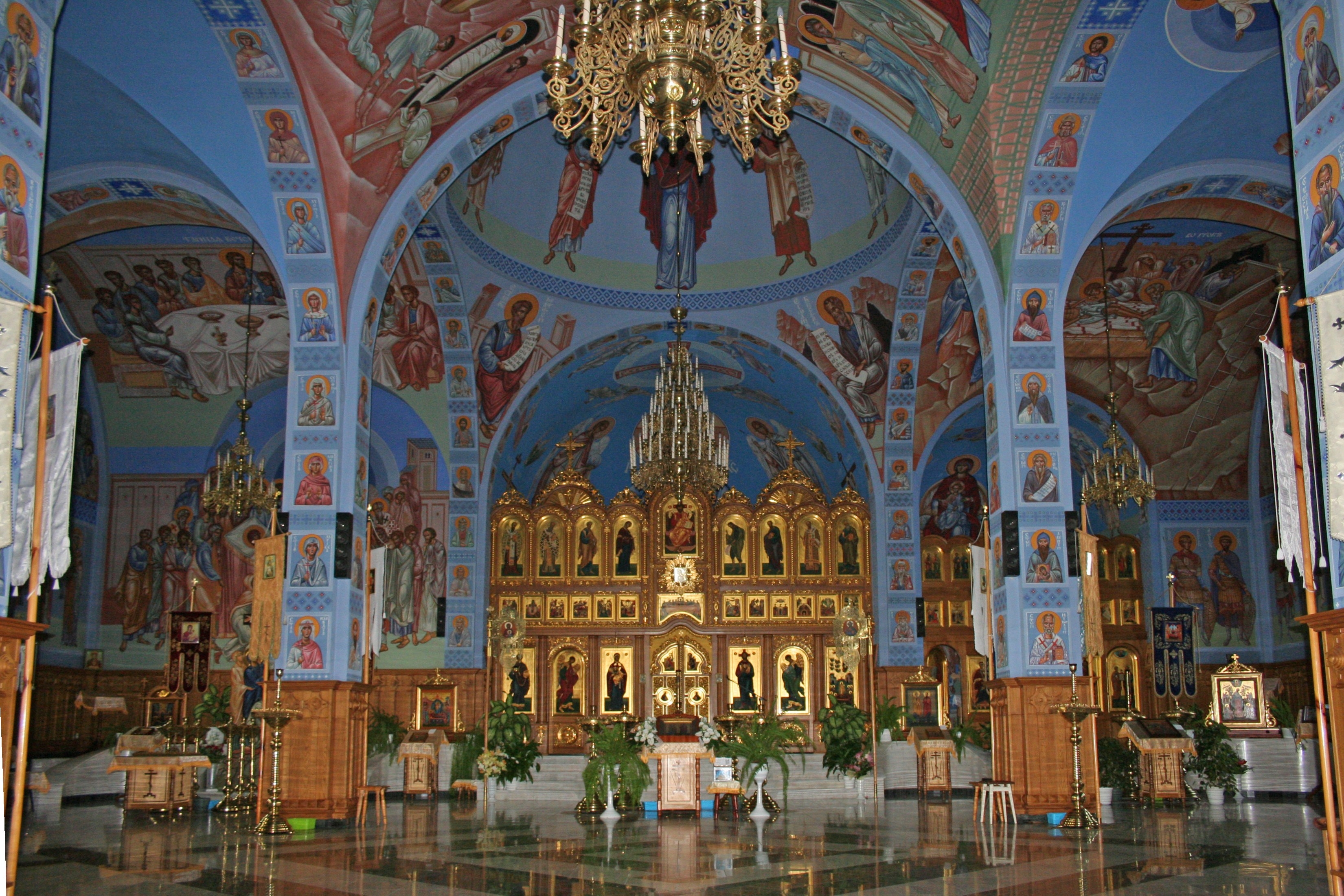
Kyrkans interiör mot ikonostasen.
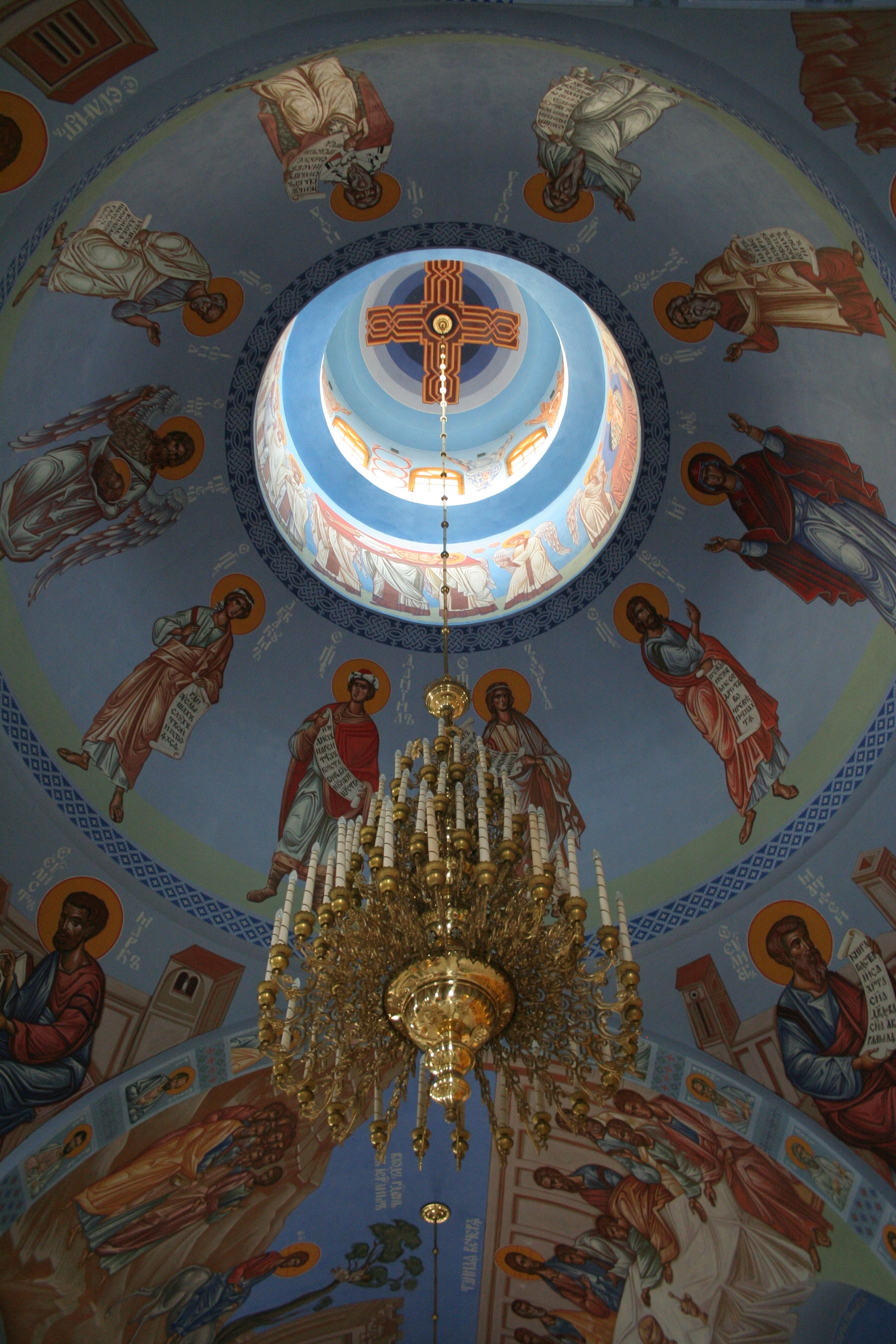
Kupolen inifrån.